# Centrum Handlowe Rondo w Bydgoszczy
Centrum Handlowe Rondo – najstarsze centrum handlowe w Bydgoszczy. Łączna powierzchnia obiektu wynosi 60 tys. m². W skład galerii wchodzi 49 butików, 7 restauracji, 23 lokale usługowe, hipermarket Auchan (dawniej Géant i Real), strefa wypoczynku i spotkań O!pen Space oraz parking podziemny.
Budowa rozpoczęła się w listopadzie 1997 roku. Centrum zostało otwarte 17 marca 1999 roku i początkowo nazywało się King Cross Bydgoszcz (do października 2003 roku, następnie zmieniono nazwę na Rondo). Znajduje się przy ul. Kruszwickiej, przy drodze krajowej 25 i drodze krajowej 80, na terenie osiedla Wilczak, obok Ronda Grunwaldzkiego. W miejscu centrum handlowego istniały przez wiele lat ogródki działkowe oraz kino "Mimoza".
Właścicielem galerii jest Star Capital Finance, a zarządcą firma Apsys Polska.

## Galeria

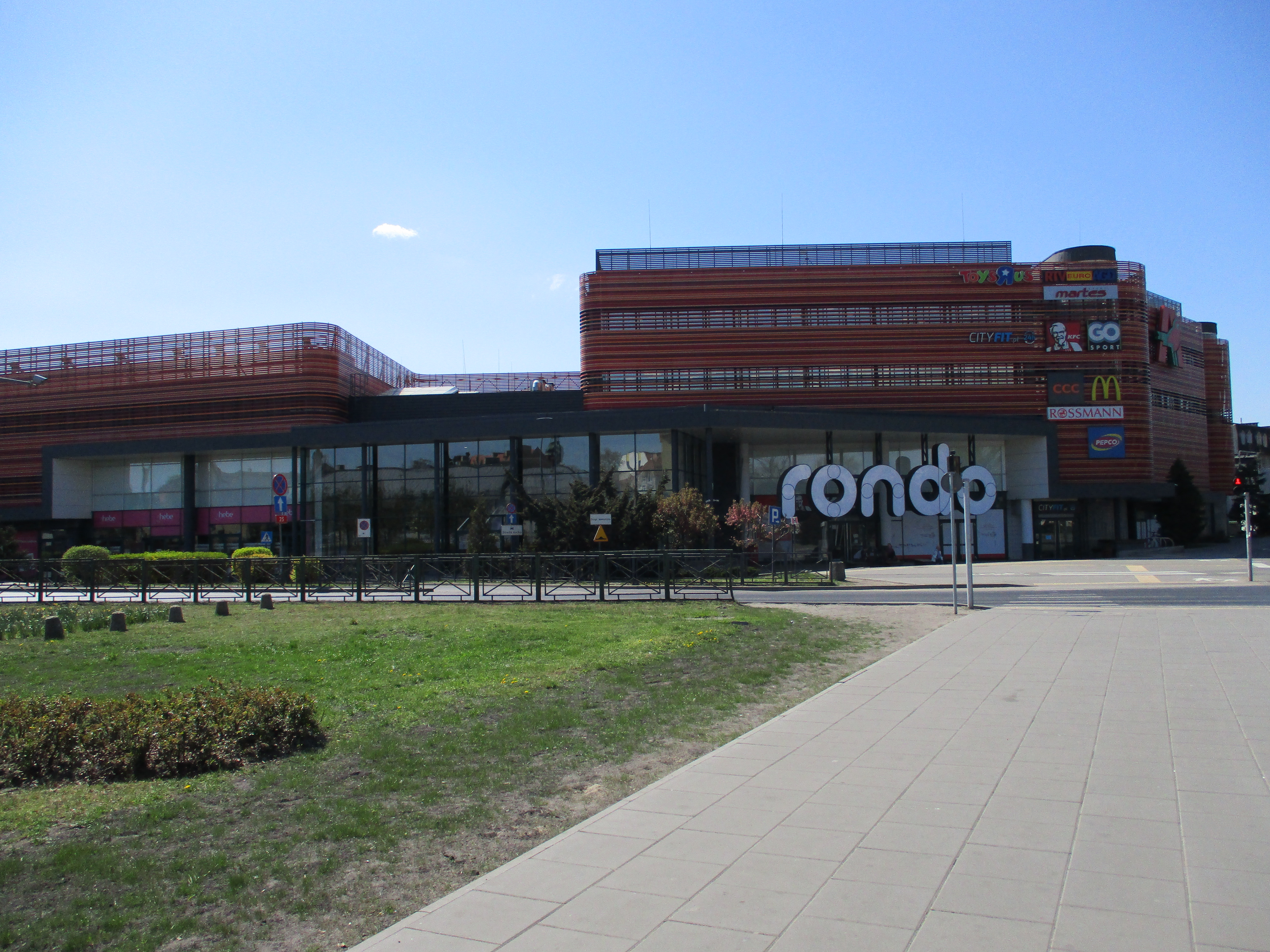
Widok od ul. Kruszwickiej
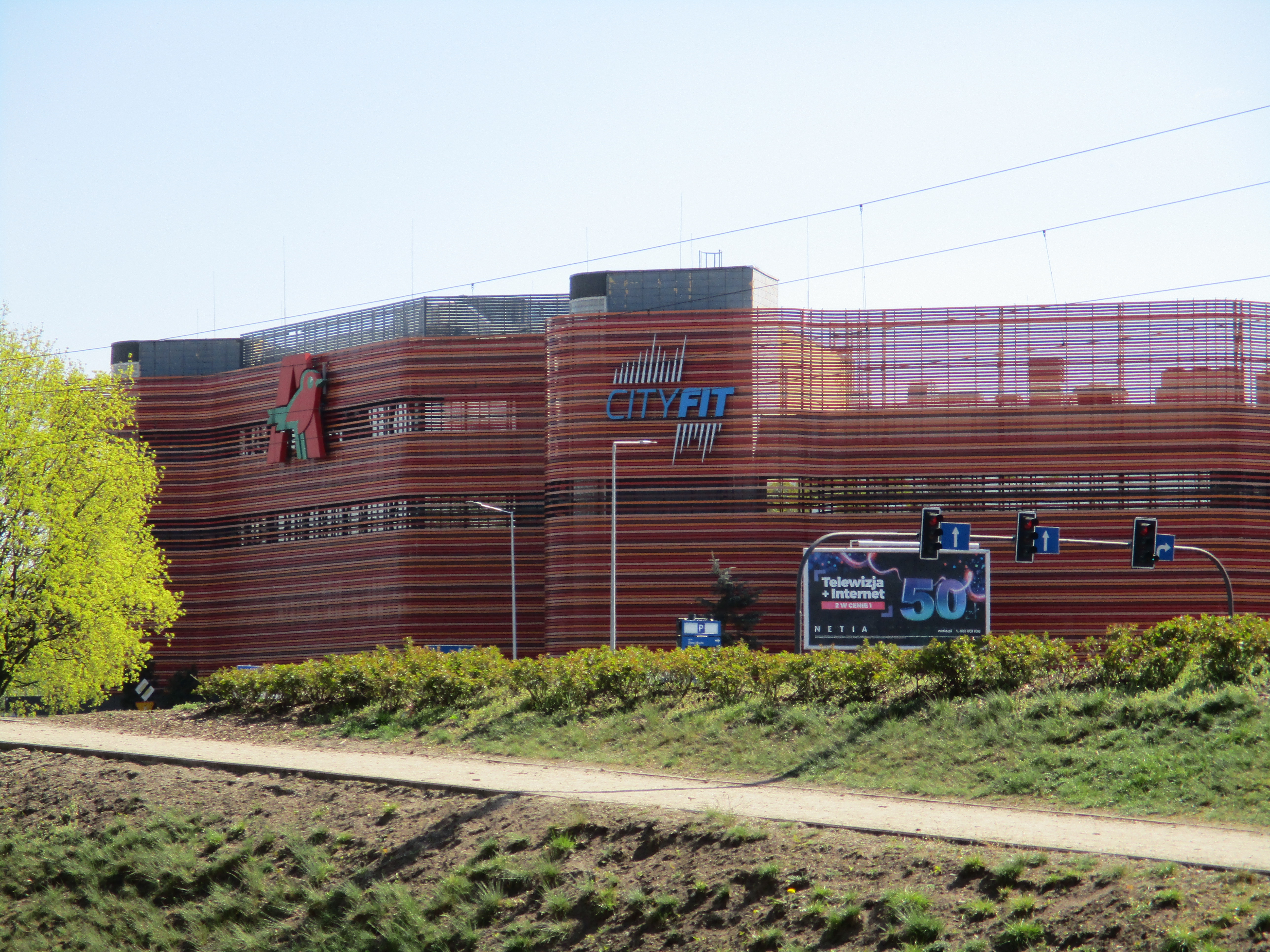
Widok od ul. Nakielskiej
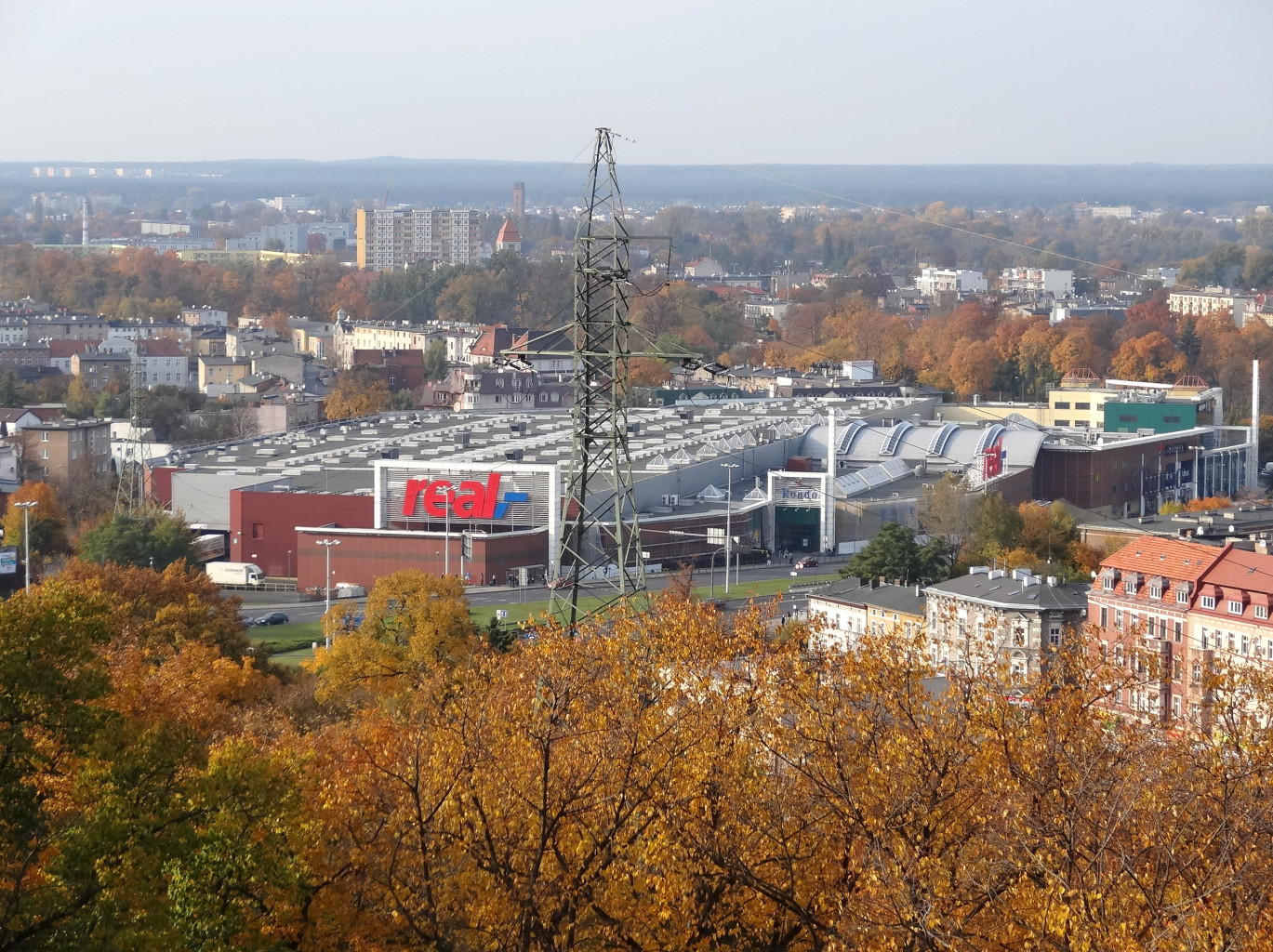
Widok z wieży ciśnień
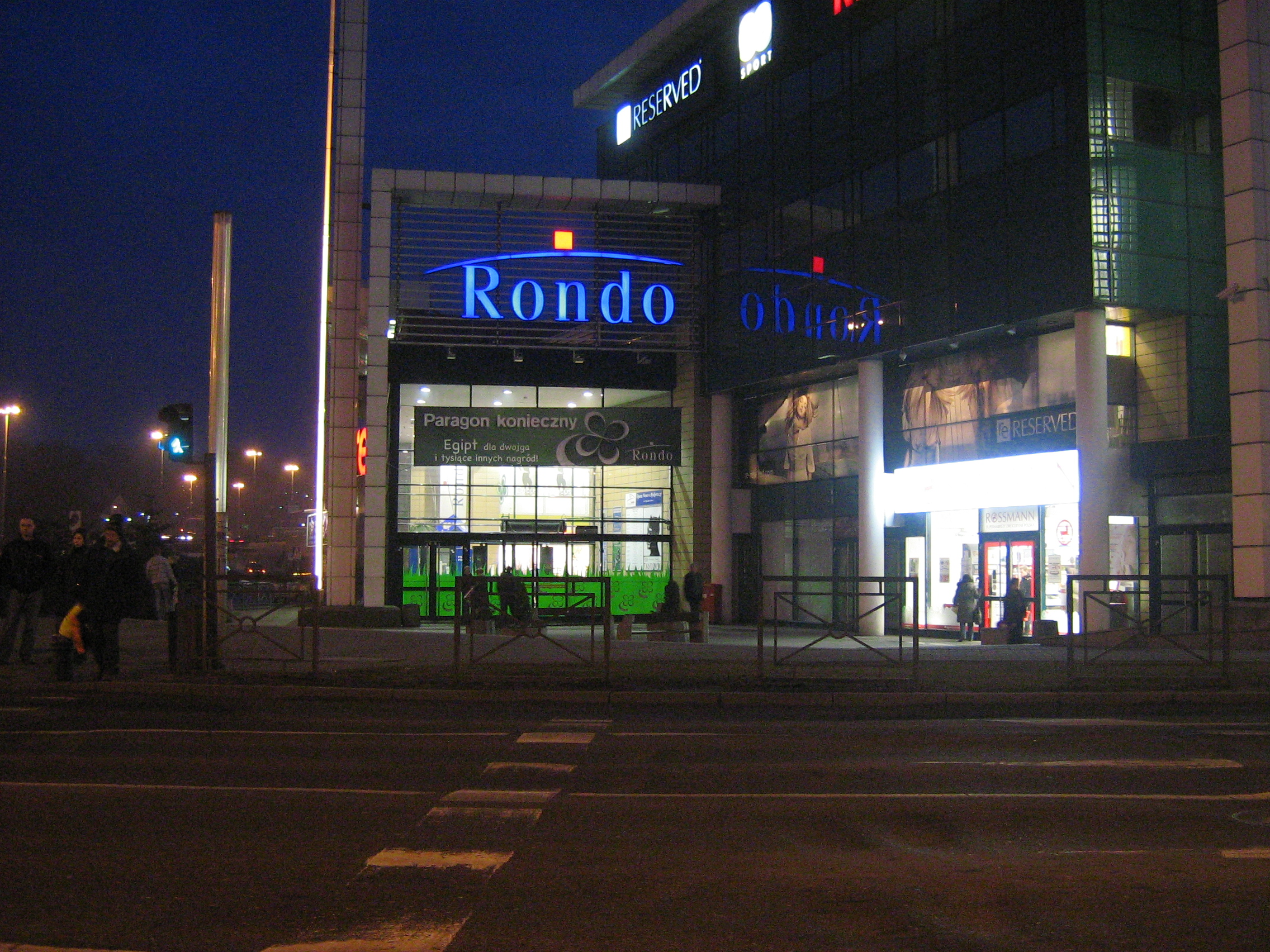
Nocą